# 白湖 (湖北)
白湖是一个位于中国湖北省天门县的湖泊，面积约为2.75平方千米。